# Коновалов, Павел Анатольевич
Па́вел Анато́льевич Конова́лов (25 августа 1967, Новокуйбышевск) — российский гребец-каноист, выступал за сборные СССР и России в конце 1980-х — начале 2000-х годов. Чемпион мира, трёхкратный чемпион Европы, многократный чемпион национальных первенств, финалист летних Олимпийских игр в Атланте. На соревнованиях представлял Самарскую область и спортивный клуб Министерства обороны РФ, заслуженный мастер спорта. Ныне — тренер по гребле.

## Биография
Павел Коновалов родился 25 августа 1967 года в Новокуйбышевске, Самарская область. Учился в средней общеобразовательной школе № 18, в детстве активно занимался плаванием, однако в конечном счёте сделал выбор в пользу гребли на байдарках и каноэ. Проходил подготовку на местной водно-гребной базе под руководством заслуженного тренера Вячеслава Турзякова, выступал за вооружённые силы, в частности за спортивный клуб Министерства обороны Российской Федерации.
Первого серьёзного успеха добился в 1986 году, когда завоевал золотую медаль на взрослом всесоюзном первенстве, на одиночном каноэ в программе эстафеты 4 × 500 м. В 1993 году с двухместным каноэ на дистанции 1000 метров выиграл всероссийское первенство (всего в течение последующих лет в различных дисциплинах становился чемпионом России 15 раз). Попав в основной состав национальной сборной, побывал на чемпионате мира в Копенгагене, откуда привёз две награды серебряного достоинства, выигранные в четвёрках на километровой и полукилометровой дистанциях. Год спустя выиграл золото на мировом первенстве в Мехико, его четырёхместный экипаж, куда также вошли гребцы Андрей Кабанов, Сергей Чемеров и Александр Костоглод, на двухстах метрах обогнал всех соперников. За это достижение по итогам сезона удостоен почётного звания «Заслуженный мастер спорта России».
Благодаря череде удачных выступлений в 1996 году Коновалов удостоился права защищать честь страны на летних Олимпийских играх в Атланте, вместе со своим партнёром Андреем Кабановым участвовал в заездах двоек на 500 метров — успешно вышел в финальную стадию, однако в решающей гонке финишировал лишь шестым.
После атлантской Олимпиады Павел Коновалов остался в основном составе российской национальной сборной и продолжил принимать участие в крупнейших международных регатах. Так, в 1997 году он выиграл сразу три медали на чемпионате Европы в болгарском Пловдиве, в том числе две золотые на двухсотметровой дистанции среди двоек и среди четвёрок. Позже получил серебро на чемпионате мира в канадском Дартмуте, заняв второе место среди двоек на дистанции 200 метров. Через год взял две бронзы ни мировом первенстве в венгерском Сегеде: в четвёрках на двухстах и пятистах метрах. Последний раз значимого результата на международной арене добился в сезоне 2000 года, когда пополнил медальную коллекцию золотой наградой с чемпионата Европы в Познани, выигранной в полукилометровой гонке четвёрок. Вскоре после этих соревнований принял решение завершить карьеру профессионального спортсмена, уступив место в сборной молодым российским гребцам.
Имеет высшее образование, в 1994 году окончил Самарский государственный педагогический институт (ныне Поволжская государственная социально-гуманитарная академия). В настоящее время работает старшим тренером-преподавателем по гребле на байдарках и каноэ в специализированной детско-юношеской спортивной школе олимпийского резерва ЦСК ВВС в Самаре, является тренером высшей категории. Есть жена Елена и дочь Ольга.